# Bernard Barker
Bernard Leon Barker (alias: Macho; * 17. März 1917 als US-Bürger in Kuba; † 5. Juni 2009 in Miami, Florida) war ein US-amerikanischer Agent.

## Leben
Bernard L. Barker meldete sich nach Pearl Harbor 1941 freiwillig zum Army Air Corps. Er verbrachte im Zweiten Weltkrieg 16 Monate in deutscher Kriegsgefangenschaft. Danach war er Mitglied der kubanischen Geheimpolizei unter Fulgencio Batista. Die damalige kubanische Geheimpolizei war für Folterungen und Ermordungen berüchtigt (ca. 20.000 Opfer). Nach der Machtübernahme durch Fidel Castro 1958 wurde Barker von der amerikanischen Botschaft in Havanna für die Central Intelligence Agency (CIA) angeworben.
Er arbeitete unter dem Decknamen „Macho“ für E. Howard Hunt (der wiederum unter dem Decknamen „Eduardo“) für kubanische Kämpfer gegen Castro. In diesem Zusammenhang war er im Jahr 1961 auch an der gescheiterten Schweinebucht-Invasion beteiligt.
Am 16. April 1971 warb Hunt Barker für die illegale „Klempner“-Truppe des Weißen Hauses an. Barker nahm zusammen mit zwei weiteren Kubanern, Eugenio Martínez und Felipe DeDiego, unter der Aufsicht von Gordon Liddy und Hunt am Einbruch in der Praxis des Psychiaters von Daniel Ellsberg, Lewis Fielding, teil. In Fieldings Praxis stießen sie aber nur auf Ellsbergs Namen in einem Notizbuch. Daher brachte der Einbruch nichts.

## Barkers Rolle in der Watergate-Affäre
Barker war einer der fünf Männer, die beim Einbruch in das Hauptquartier der Demokratischen Partei im Washingtoner Watergate-Gebäudekomplex gefasst wurden. Während des Einbruchs war er außerdem weiterhin bezahlter CIA-Agent.
In seiner Funktion als Rechtsbeistand des Finanzausschusses im Komitee zur Wiederwahl des Präsidenten (CRP) benutzte G. Gordon Liddy im April und Mai 1972 das private Bankkonto von Barker, um fünf anrüchige Wahlspenden-Schecks im Gesamtwert von 114.000 US-Dollar, die das Komitee erreicht hatten, einzulösen. Dazu gehörte auch eine Spende von 25.000 US-Dollar von Dwayne Andreas, des leitenden Direktors der Firma Archer Daniels Midlands, die Andreas über seinen Mittelsmann Kenneth H. Dahlberg an CRP gegeben hatte. Liddy benutzte das aus Barkers Konto eingelöste Bargeld anschließend zur Finanzierung seiner illegalen Aktivitäten wie den zwei Watergate-Einbrüchen am 28. Mai und 17. Juni 1972.
Nach der Verhaftung Barkers beim zweiten Watergate-Einbruch stieß das FBI bei einer routinemäßigen Überprüfung der Finanzen der Festgenommenen auf die verdächtigen Transaktionen auf dem Privatkonto von Barker. Daraufhin wollte das FBI Dahlberg, dessen Name auf dem eingelösten Scheck stand, verhören. Dahlberg, ein Mitarbeiter von Nixons Wahlkampagne, der keine Ahnung davon hatte, wofür das über ihn kommende Geld verwendet worden war, ließ sich vor dem FBI verleugnen, alarmierte aber das CRP über die laufenden Ermittlungen. Diese Untersuchungen lösten bei den eingeweihten Mitarbeitern von Präsident Richard Nixon in CRP und Weißem Haus große Besorgnis aus, stand doch nun zu befürchten, dass über Barker und Dahlberg eine Verbindungslinie der Watergate-Einbrecher zur Wiederwahl-Kampagne des Präsidenten gezogen werden könnte.
Persönlich informierte sein Stabschef H. R. Haldeman Nixon am Morgen des 23. Juni 1972 über diese Gefahr und berichtete über einen gemeinsamen Vorschlag von CRP-Direktor John N. Mitchell und von Nixons Rechtsberater John Dean, der darauf abzielte, die FBI-Untersuchung des Dahlberg/Andreas-Schecks zu verhindern. Mitchell und Dean regten an, die CIA sollte dazu gebracht werden, dem FBI zu signalisieren, dass diese Finanztransaktionen Belange der „nationalen Sicherheit“ berührten und daher ermittlungstechnisch tabu seien. Nixon, der auf dieses Planspiel schnell einging, schlug von sich aus vor, dass Barkers Rolle bei der von der CIA geleiteten Schweinebucht-Invasion dazu benutzt werden sollte, die CIA-Führung um Direktor Richard Helms und seinen Stellvertreter Vernon Walters davon zu überzeugen, dass sie tatsächlich bei den Watergate-Ermittlungen einiges zu verlieren hätte. Obwohl Helms beteuerte, dass die CIA nichts mit dem Watergate-Einbruch zu tun hatte, ließen er und Walters sich zunächst auf die Scharade ein und baten das FBI tatsächlich, eine Befragung von Dahlberg zu unterbinden. Der Tonbandmitschnitt der betreffenden Unterredungen von Nixon und Haldeman im Oval Office wurde zum für Nixon belastendsten Beweisstück in der ganzen Watergate-Affäre. Bei ihrer Veröffentlichung im Sommer 1974 wurden die Tonbandmitschriften dieser Gespräche bald als „rauchende Pistole“ („smoking gun“) zur Inkriminierung des Präsidenten, der sich der Behinderung der Justiz schuldig gemacht hatte, bekannt. Wenige Tage danach musste Richard Nixon als erster und bisher einziger US-Präsident von seinem Amt zurücktreten.
Derweil FBI-Chef L. Patrick Gray das CIA-Interdikt vom 23. Juni 1972 zur Untersuchung des auf Barkers Konto eingelösten Dahlberg-Schecks akzeptierte, machte sich sein Vize Mark Felt (den man im Weißen Haus ironischerweise als besonders kooperativ fehleinschätzte) zum Fürsprecher jener FBI-Agenten, die weiter auf eine Befragung Dahlbergs drängten. Da trotzdem einige Wochen lang in dieser Hinsicht nichts mehr geschah, gab Felt als Informant „Deep Throat“ entsprechende, jedoch nur sehr verschwommene Hinweise an seinen Kontaktmann Bob Woodward von der Washington Post weiter, die in der Film-Version Die Unbestechlichen in das griffige (aber wohl unhistorische) Kommando „Folgt dem Geld!“ („Follow the money!“) verwandelt wurden. Woodward nahm die Tipps von Felt ernst und bemühte sich jetzt darum, mehr über die Finanzen der Watergate-Einbrecher herauszufinden. Seinem Kollegen Carl Bernstein wurde über das Büro des Bezirksstaatsanwalts von Miami, Barkers Wohnort, der Name von Dahlberg mitgeteilt, dessen Scheck auf Barkers Konto gelandet war. Telefonisch kontaktiert von Woodward, gestand Dahlberg nach einigem Zögern, dass er den betreffenden Scheck an Maurice Stans, den Chef des Finanzkomitees zur Wiederwahl des Präsidenten, keineswegs jedoch an Barker, gegeben hatte. Für die Untersuchungen der Washington Post in der Watergate-Affäre war dieses Eingeständnis ein wichtiger Durchbruch.
Barker starb 2009 im Alter von 92 Jahren in Miami an Lungenkrebs.